# Herrljunga (gemeente)
Herrljunga is een Zweedse gemeente in Västergötland. De gemeente behoort tot de provincie Västra Götalands län. Ze heeft een totale oppervlakte van 512,2 km² en telde 9417 inwoners in 2004.

## Plaatsen
- Herrljunga (plaats)
- Ljung
- Annelund
- Fåglavik
- Hudene